# Бойл-Гайтс, Лос-Анджелес
Бойл-Гайтс (англ. Boyle Heights) — історично відомий як Паредон Бланко — район у центрі Лос-Анджелеса, штат Каліфорнія, розташований на схід від річки Лос-Анджелес. Це одна з найвідоміших та історичних громад міста Чикано/мексикансько-американських жителів і відома як бастіон культури Чикано, де розміщені такі культурні пам’ятки, як Маріачі Плаза, і такі заходи, як щорічні святкування Дня мертвих.

## Історія

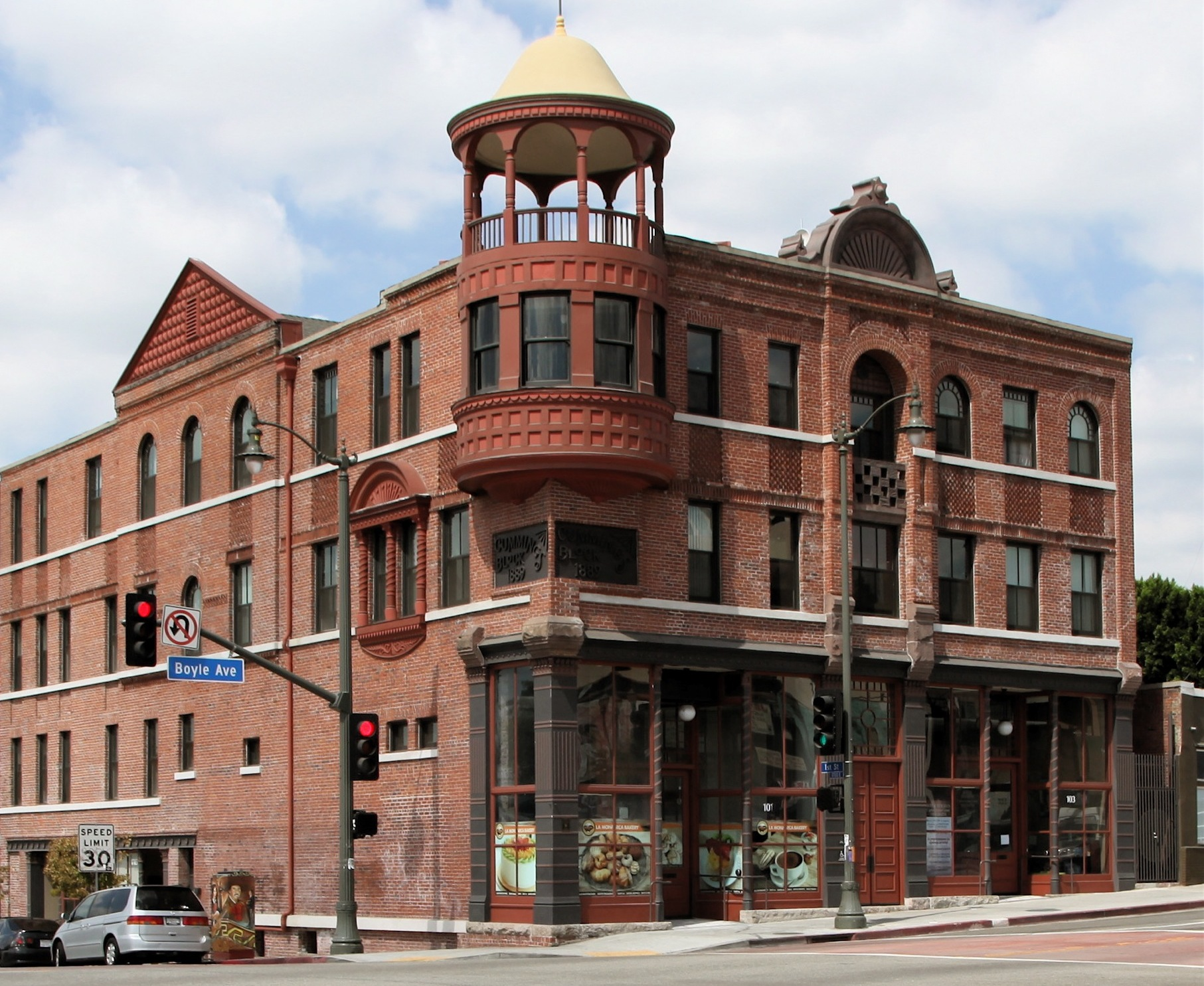
Історичний готель Boyle, побудований у 1889 році.

Під час іспанського, мексиканського та раннього американського періодів Бойл-Хайтс називався Paredón Blanco («Білий утес»). Під час мексиканського правління те, що пізніше стало Бойл-Гайтс, стало домом для невеликого поселення переселених біженців Тонгва з села Яанга в 1845 році. Мешканці села були переселені на це нове місце, відоме як Пуебліто, після того, як їх примусово виселив із попереднього місця на розі Аламеда та Комершл-стріт німецький іммігрант Хуан Домінго (Джон Гронінген), який заплатив губернатору Піо Піко 200 доларів за землю.
13 серпня 1846 року Лос-Анджелес був захоплений американськими військами під час мексикансько-американської війни. Під час американської окупації винищення корінного населення стало основним принципом управління, і територія Пуебліто була зрівняна з землею в 1847 році: «індіанці були змушені жити в розрізнених поселеннях або зі своїми роботодавцями в місті». Знищення Пуебліто як повідомляється, було схвалено міською радою Лос-Анджелеса та значною мірою витіснило останнє покоління жителів села, відомих як Яангавіт, у район Calle de los Negros («місце темних»).
Ця територія була названа на честь Ендрю Бойла, ірландця, що народився в Баллінробі, який придбав 22 акри (8,9 га) на скелі з видом на річку Лос-Анджелес після участі в мексикансько-американській війні за 4000 доларів. Бойл заснував свій дім на цій землі в 1858 році. Його зять Вільям Уоркман був першим мером і членом міської ради, а також побудував першу інфраструктуру для цього району.
У 1961 році почалося будівництво East LA Interchange. Маючи розмір 135 акрів, розв’язка втричі більша за середню систему шосе, навіть розширюючись у деяких місцях до 27 смуг у ширину. Розв'язка обробляє близько 1,7 мільйона транспортних засобів щодня і створила один із найбільш завантажених регіонів у світі, а також одне з найбільш концентрованих осередків забруднення повітря в Америці. Починаючи з 1920-х років, як еліта, так і представники робітничого класу по всій Південній Каліфорнії стали свідками застосування дуже ефективних расових угод та інших заборонних заходів, спрямованих на розмежування білих і небілих районів. Це призвело до розвитку Бойл-Хайтс, мультикультурного, міжетнічного району в східному Лос-Анджелесі, чиє вшанування культурних відмінностей зробило його взірцем для наслідування демократії.
У 2017 році деякі жителі протестували проти джентрифікації свого району через приплив нових підприємств, тема, яку можна знайти в серіалах Vida та Gentefied, обидва діють у цьому районі.

## Уряд та інфраструктура
Департамент охорони здоров'я округу Лос-Анджелес управляє Центральним медичним центром у центрі Лос-Анджелеса, який обслуговує район Бойл-Гайтс.
Поштове відділення Поштової служби Сполучених Штатів Бойл-Гайтс розташоване за адресою 2016 East 1st Street.
Адміністрація соціального забезпечення розташована за адресою 215 North Soto Street Los Angeles, CA 90033 1-800-772-1213

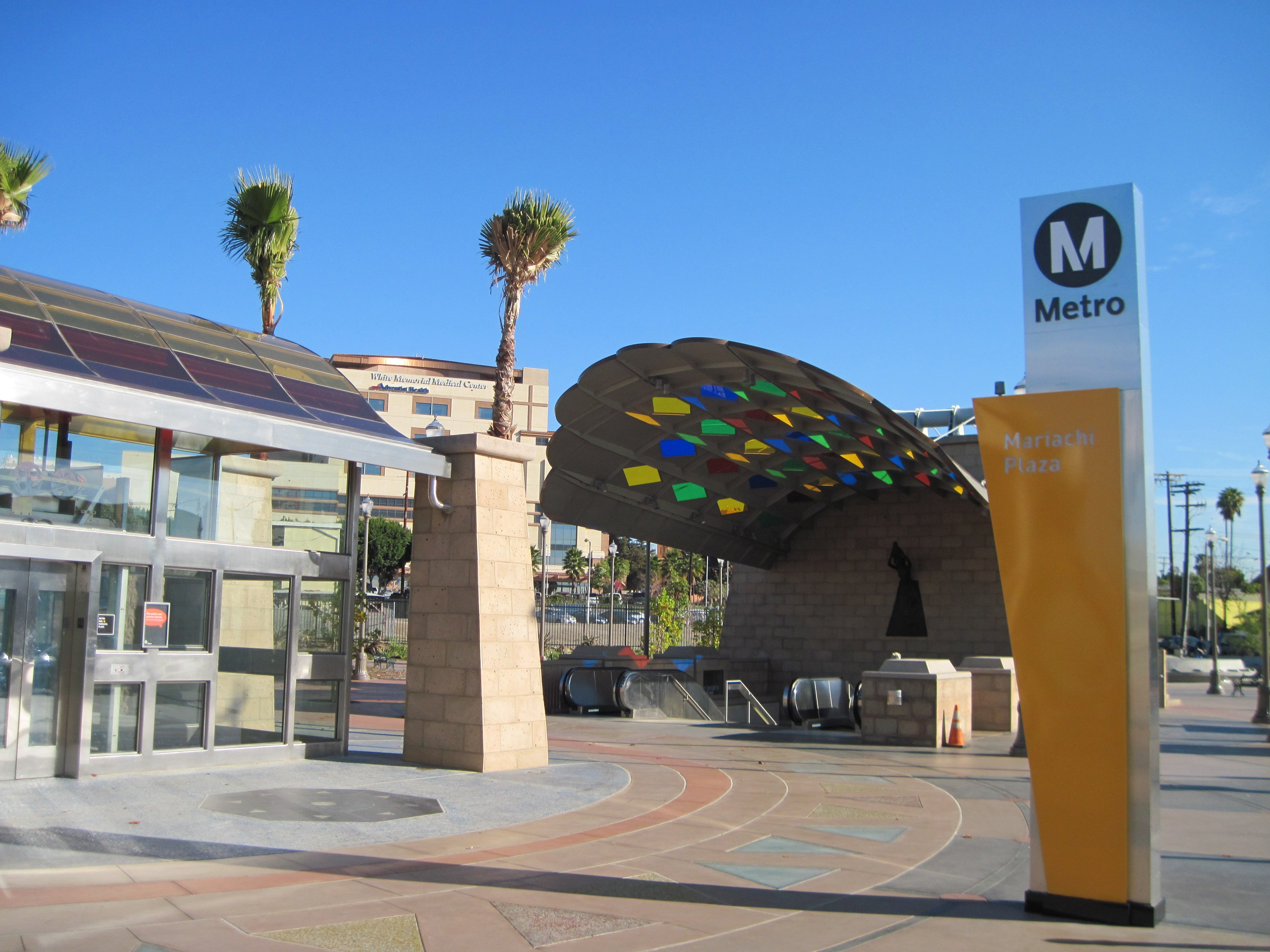
Станція Mariachi Plaza (2009), одна з чотирьох станцій метро Лос-Анджелеса в районі Бойл-Гайтс.

### Транспорт
В Бойл-Гайтс розташовані чотири станції метрополітену Лос-Анджелеса:
- Станція Mariachi Plaza
- Станція Soto
- Станція Pico/Aliso
- Станція Indiana

## Освіта

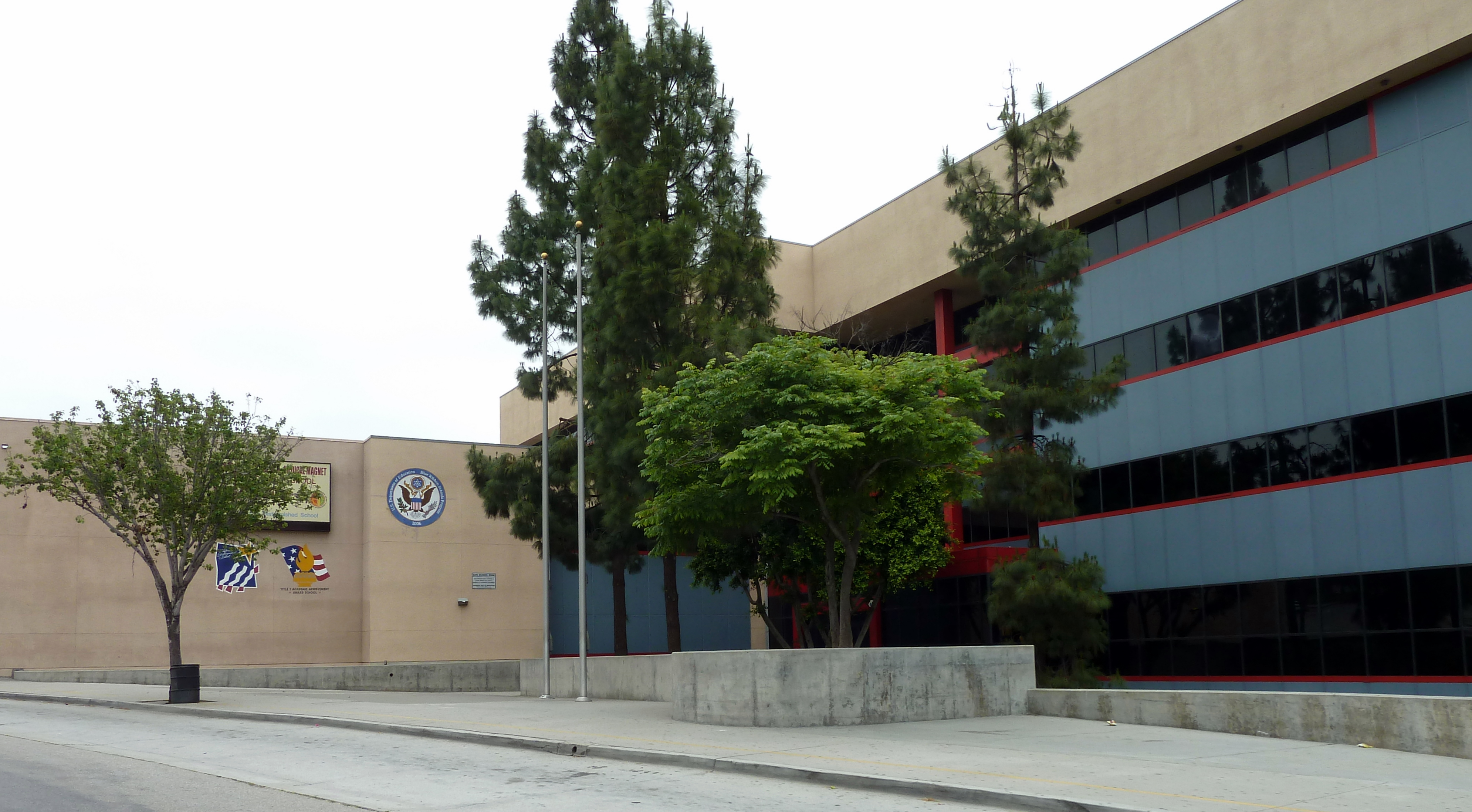
Вища медична магнітна школа Франциско Браво, 2011

Лише 5% жителів Бойл-Гайтс віком від 25 років отримали чотирирічну освіту до 2000 року, що є низьким відсотком для міста та округу. Відсоток жителів цього вікового діапазону, які не отримали диплом про середню освіту, був високим для округу.

### Публічні
- SIATech Boyle Heights Independent Study, Charter High School, 501 South Boyle Avenue
- Державна школа Extera, Charter Elementary, 1942 E. 2nd Street та 2226 E. 3rd Street
- Extera Public School #2, Charter Elementary, 1015 S. Lorena Street
- Вища медична магнітна школа Франциско Браво, альтернатива, 1200 North Cornwell Street
- Середня школа Теодора Рузвельта, 456 South Mathews Street
- Середня школа Mendez 1200 Playa Del Sol
- Середня школа Animo Oscar De La Hoya Charter, 1114 South Lorena Street
- Boyle Heights Continuation School, 544 South Mathews Street* Central Juvenile Hall, 1605 Eastlake Avenue
- Середня школа Hollenbeck, 2510 East Sixth Street
- Середня школа Роберта Луїса Стівенсона, 725 South Indiana Street
- KIPP Los Angeles College Preparatory, центр чартеру, 2810 Whittier Boulevard
- Початкова школа Murchison Street, 1501 Murchison Street
- Початкова школа Evergreen Avenue, 2730 Ganahl Street
- Початкова школа Sheridan Street, 416 North Cornwell Street
- Початкова школа Malabar Street Elementary School, 3200 East Malabar Street
- Початкова школа Breed Street, 2226 East Third Street
- Початкова школа First Street, 2820 East First Street
- Початкова школа Second Street, 1942 East Second Street
- Початкова школа Soto Street, 1020 South Soto Street
- Початкова школа Euclid Avenue, 806 Euclid Avenue
- Початкова школа Sunrise, 2821 East Seventh Street
- Початкова школа Юта Стріт, вулиця Габріеля Гарсіа Маркеса, 255
- Початкова школа Bridge Street, 605 North Boyle Avenue
- Garza (Carmen Lomas) Primary Center, elementary, 2750 East Hostetter Street
- Початкова школа Christopher Dena, 1314 Dacotah Street
- Learning Works Charter School, 1916 East First Street
- Початкова школа Lorena Street, 1015 South Lorena Street
- Навчальний центр PUENTE, 501 South Boyle Avenue
- Професійний центр Східного Лос-Анджелеса (освіта для дорослих), 2100 Marengo Street[21]
- Endeavor College Preparatory Charter School, 1263 S Soto St, Los Angeles, CA 90023

### Приватні
- Салезіанська середня школа єпископа Мора, вулиця Саут-Сото, 960
- Початкова школа Санта-Тересіта, 2646 Zonal Avenue
- Успенська початкова школа, вул.Зимова, 3016
- Католицька початкова школа Святої Марії, 416 South Saint Louis Street
- Богоматері з Тальпи, початкова школа, 411 South Evergreen Avenue
- Християнська школа «Світло та життя» у Східному Лос-Анджелесі, вулиця Південної Дакоти, 207
- Початкова школа Santa Isabel, 2424 Whittier Boulevard
- Школа Місії Долорес, початкова, 170 Саут-Глесс-стріт
- Християнська школа Cristo Viene, 3607 Whittier Boulevard
- Воскресіння, початкова, 3360 East Opal Street
- Адвентистська школа White Memorial, 1605 New Jersey Street
- Навчальний центр PUENTE, 501 South Boyle Avenue